# Nasser Hejazi
Nasser Hejazi, em persa ناصر حجازی, (Teerã, 19 de dezembro de 1949 - Teerã, 23 de maio de 2011) foi um ex-futebolista iraniano, o mais famoso atleta de seu país na década de 1970, até à revolução que derrubou o xá Mohammad Reza Pahlevi (1979).
Em 2000, a Confederação Asiática de Futebol elegeu-o como o segundo melhor guarda-redes (goleiro) asiático do século XX.

## Carreira
Hejazi foi o guarda-redes do clube de futebol Taj e também da sele(c)ção do Irão durante a década de 1970. Em 1978, Hejazi foi o guarda-redes (goleiro) da sele(c)ção do Irão no Campeonato do Mundo de Futebol realizado na Argentina. Depois do Mundial de Futebol recebeu uma oferta para jogar no  Manchester United Football Club. Todavia, decidiu não aceitar a oferta, porque entretanto rebentou a contestação ao regime do xá que levaria à revolução de 1979 que levou ao poder o Aiatolá Khomeini que preconizava uma certa hostilidade ao futebol por este desporto ter sido apoiado pelo regime anterior.Terrminou  a sua brilhante de guarda-redes em 1980, apenas com 29 anos.
Durante a década de 1990 Hejazi foi o treinador de vários clubes de futebol do Irão e de outros países, nomeadamente o  Mehmedan Club no Bangladesh, the Mashinsazi clube da cidade de Tabriz, Irão, o Esteghlal clube de Teerão, e finalmente o Esteghlal Ahvaz. Enquanto treinador do Esteghlal, Hejazi levou esse clube à final da Taça dos Campeões da Ásia em 1998. O clube foi batido pelo clube japonês Jubilo Iwata na final em Teerão.  Durante estes como treinador, foi ele que descobriu vários jogadores talentosos  iranianos como Ali Daei e Rahman Rezaei.

## Ambições presidenciais
Em Novembro de 2004,  Hejazi anunciou a sua candidatura para as eleições presidenciais do Irão. A sua candidatura foi contudo rejeitada pelo Conselho de Guardiães (grupo considerado muito conservador que defende tenazmente o regime fundamentalista) por considerar que Hejazi não era um político.